# Jernej Javornik
Jernej Javornik (ur. 9 maja 1975 w Slovenj Gradcu) – słoweński piłkarz występujący na pozycji pomocnika, trener piłkarski.

## Życiorys
Seniorską karierę rozpoczynał w 1991 roku w NK Rudar Velenje. Z klubem tym dwukrotnie zajął trzecie miejsce w 1. SNL, a także zdobył Puchar Słowenii (1998) i występował w Pucharze Intertoto. W okresie gry w tym klubie był również młodzieżowym reprezentantem Słowenii. W 2000 roku przeszedł do Bene Jehuda Tel Awiw. W Ligat ha’Al zadebiutował 12 sierpnia 2000 roku w przegranym 0:1 spotkaniu z Maccabi Tel Awiw. Ogółem wystąpił w 32 spotkaniach ligowych, zdobywając trzy bramki. W sezonie 2001/2002 był piłkarzem LASK Linz, dla którego rozegrał 17 meczów w lidze oraz cztery w Pucharze Austrii. Następnie wrócił do ojczyzny, wiążąc się z NK Šmartno 1928. W sezonie 2002/2003 spadł z klubem do 2. SNL. Na początku 2004 roku przeszedł do Zagłębia Lubin, z którym awansował do I ligi. Nie wystąpił jednak w żadnym meczu na najwyższym polskim poziomie rozgrywek. Następnie przeszedł do AEL Limassol, a w 2006 roku wrócił do NK Rudar Velenje. Latem 2007 roku został graczem austriackiego SV Flavia-Solva Wagna. Karierę zakończył na początku 2008 roku z powodu kontuzji kolana. Ogółem w 1. SNL rozegrał 176 meczów i zdobył 20 goli, a w Ligat ha’Al w 32 meczach strzelił trzy gole.
W 2008 roku został asystentem trenera w NK Domžale, zaś w 2010 roku został szkoleniowcem w klubie NK Ihan. W latach 2011–2013 prowadził NK Dob. Następnie został trenerem NK Rudar Velenje. W sezonie 2013/2014 prowadzeni przez niego piłkarze zajęli trzecie miejsce w lidze. W maju 2016 roku zrezygnował z funkcji z przyczyn osobistych. W marcu 2017 roku został kierownikiem szkółki piłkarskiej NK Domžale, którą to funkcję pełnił do grudnia 2018 roku. W styczniu 2021 roku ponownie został trenerem NK Dob.

## Statystyki ligowe
| Sezon         | Klub                 | Liga        | Mecze | Gole |
| ------------- | -------------------- | ----------- | ----- | ---- |
| 1996/1997     | NK Rudar Velenje     | 1. SNL      | 30    | 5    |
| 1997/1998     | NK Rudar Velenje     | 1. SNL      | 33    | 5    |
| 1998/1999     | NK Rudar Velenje     | 1. SNL      | 28    | 5    |
| 1999/2000     | NK Rudar Velenje     | 1. SNL      | 8     | 2    |
| 2000/2001     | Bene Jehuda Tel Awiw | Ligat ha’Al | 32    | 3    |
| 2001/2002     | LASK Linz            | 1. Division | 17    | 1    |
| 2002/2003     | NK Šmartno 1928      | 1. SNL      | 23    | 2    |
| 2003/2004 (w) | Zagłębie Lubin       | II liga     | 13    | 1    |
| 2004/2005     | Zagłębie Lubin       | I liga      | 0     | 0    |
| 2006/2007     | NK Rudar Velenje     | 2. SNL      | 10    | 7    |